# Hinrich Feddersen

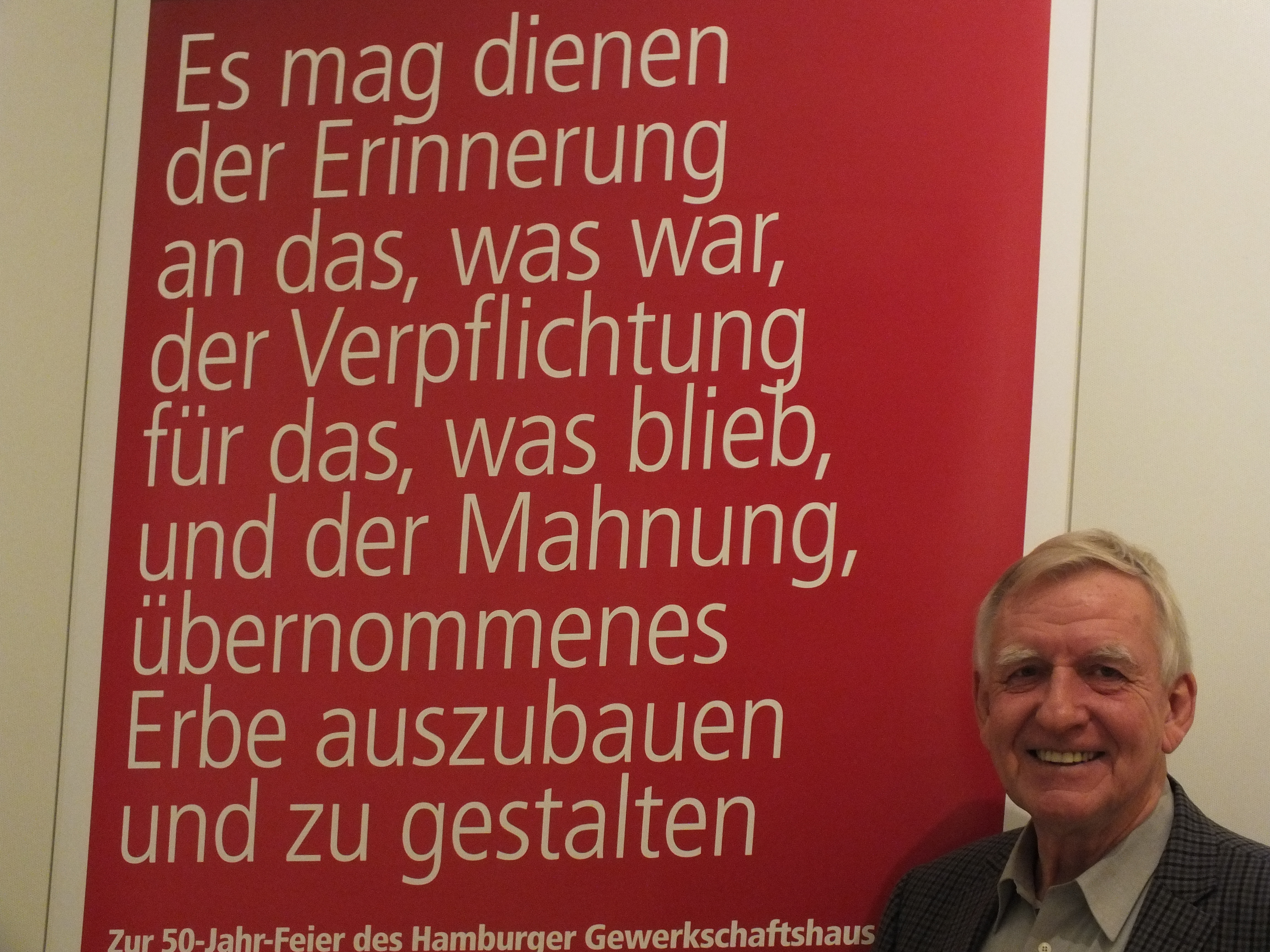
Hinrich Feddersen, November 2016 im Gewerkschaftshaus (Hamburg)

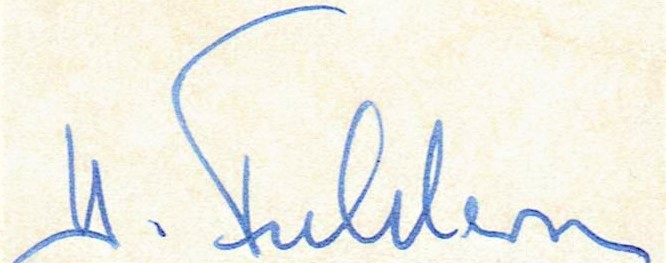
Unterschrift von Hinrich Feddersen

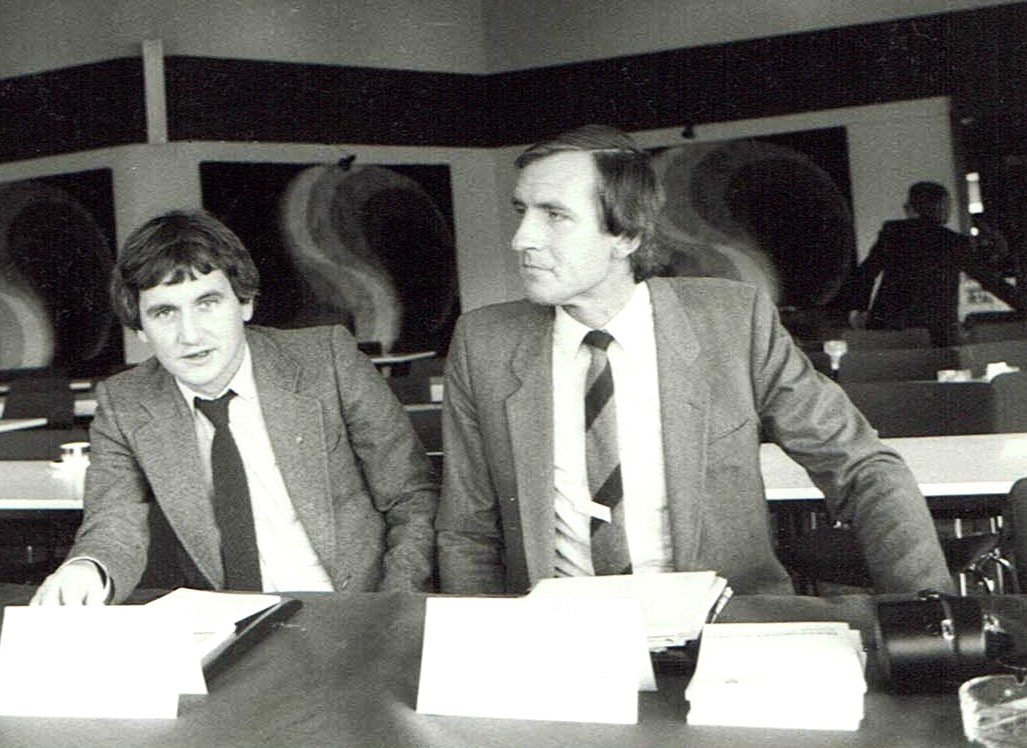
Hinrich Feddersen (rechts) auf der Betriebsräteversammlung der Hamburg-Mannheimer Vers. in den 1980er Jahren in Willingen

Hinrich Feddersen (* 28. November 1944 in Böhlitz-Ehrenberg) ist ein deutscher Gewerkschafter und war im Bundesvorstand von ver.di.

## Werdegang
Er gehörte dem geschäftsführenden Hauptvorstand der Gewerkschaft Handel, Banken und Versicherungen (HBV) seit 2000 an und war seit dem Gründungskongress der Vereinten Dienstleistungsgewerkschaft (ver.di) bis Ende 2004 Mitglied des ver.di-Bundesvorstands. Er war Bundesfachbereichsleiter des Fachbereichs Finanzdienstleistungen – Fachbereich 1 und leitete in dieser Funktion die Bundestarifverhandlungen für die Bereiche Versicherungen, Banken und Postbank.
Hinrich Feddersen war Deputierter der Behörde für Wirtschaft, Verkehr und Innovation in Hamburg. Er war stark in der Friedensbewegung engagiert.

### Ausbildung
Nach der Schule und Ausbildung zum Industriekaufmann in Hamburg von 1951 bis 1965 Zivildienst bis 1967. Danach bis 1972 Studium der Sozialarbeit/-pädagogik (Asta-Vorsitzender). 

### Gewerkschaftsfunktionen
Von 1972 bis 1978 war Feddersen Landesbezirksjugendsekretär des DGB-Landesbezirks Nordmark/Hamburg und von 1978 bis 1988 Betreuungssekretär in der HBV-Ortsverwaltung Hamburg, zuständig für die Bereiche Versicherer und Ersatzkassen. Ab 1988 war er Geschäftsführer der HBV-Ortsverwaltung Hamburg. 1997 wurde er zum HBV-Landesbezirksleiter Nord für Schleswig-Holstein, Hamburg und Nord-Niedersachsen gewählt und führte in dieser Zeit verantwortlich die Tarifverhandlungen im Einzelhandel, Buchhandel und Großhandel in Hamburg und Schleswig-Holstein. 1984 wurde er zum Arbeitsrichter, 1989–2000 zum Landesarbeitsrichter berufen.
In folgenden Aufsichtsräten hat er zeitweilig die Arbeitnehmerinteressen vertreten: Deutscher Ring/Basler Versicherung (1984–2005), Albingia-Versicherungsgesellschaft, Hamburgische Landesbank, ERGO-Vers. Konzern, Allianz AG.
Beim Bundeskongress 2003 in Berlin wurde er mit 91,8 Prozent der Stimmen wieder gewählt.

### Privates
Hinrich Feddersen ist verheiratet (2 Kinder). Er ist seit dem 1. Juli 2007 Mitglied der Partei Die Linke.
Er ist ein Enkel aus der ersten Ehe des Malers Carl Christian Feddersen.